# Lista chorążych reprezentacji Malawi na igrzyskach olimpijskich
Lista chorążych reprezentacji Malawi na igrzyskach olimpijskich – lista zawodników i zawodniczek reprezentacji Malawi, którzy podczas ceremonii otwarcia nowożytnych igrzysk olimpijskich nieśli flagę Malawi.

## Chronologiczna lista chorążych
| Lp. | Rok i miejsce     | Chorąży           | Dyscyplina    |
| --- | ----------------- | ----------------- | ------------- |
| 1   | 1972, Monachium   | Martin Matupi     | Lekkoatletyka |
| 2   | 1984, Los Angeles | Fletcher Kapito   | Boks          |
| 3   | 1988, Seul        | b.d.              |               |
| 4   | 1992, Barcelona   | b.d.              |               |
| 5   | 1996, Atlanta     | John Mwathiwa     | Lekkoatletyka |
| 6   | 2000, Sydney      | Francis Munthali  | Lekkoatletyka |
| 7   | 2004, Ateny       | Kondwani Chiwina  | Lekkoatletyka |
| 8   | 2008, Pekin       | Charlton Nyirenda | pływanie      |
| 9   | 2012, Londyn      | Mike Tebulo       | Lekkoatletyka |
| 10  | 2016, Rio         | Kefasi Chitsala   | Lekkoatletyka |
| 11  | 2020, Tokio       | Areneo David      | Łucznictwo    |
| 11  | 2020, Tokio       | Jessica Makwenda  | pływanie      |